# Trolebús de la Ciudad de México
El trolebús de la Ciudad de México, es un sistema de autobús de tránsito rápido cuyas rutas y financiamiento son de la Ciudad de México y el Estado de México. Es independiente del Metrobús y el Mexibús, se caracteriza por estar generalmente alimentado por una catenaria.
El sistema cuenta con trece líneas. Actualmente, se asigna un número y un color azul para cada línea. Tiene una extensión total de 139 kilómetros y posee 303 estaciones, y su primera línea se inauguró el 9 de marzo de 1951.

## Historia

### Inicios
Tras la creación del Servicio de Transportes Eléctricos (STE) en 1947, a raíz de la intervención del Gobierno Federal en la problemática laboral de los trabajadores tranviarios, el nuevo organismo, dependiente del Departamento del Distrito Federal, se encargó inicialmente de la operación y administración de la red de tranvías existentes en esa época. Posteriormente, y debido al mal estado del parque vehicular heredado de las antiguas empresas operadoras de tranvías, que en su gran mayoría había superado su vida útil, se decidió que era necesario comprar nuevo material rodante para modernizar el transporte en la creciente ciudad.
Además de la renovación de la flota tranviaria con vehículos adquiridos a los Estados Unidos, el STE basó la renovación del sistema con la compra de trolebuses, los cuales serían su base principal. Tras un periodo de prueba con una ruta que corría por las calles de Villalongín y Sullivan, la primera ruta comercial se inauguró el 9 de marzo de 1951 y corría de Tacuba a Calzada de Tlalpan; posteriormente se amplió hasta la glorieta de Balbuena. En 1957 el Departamento del Distrito Federal hizo entrega el STE de los nuevos depósitos de Tetepilco y Azcapotzalco, a cambio del antiguo depósito de Indianilla, que se ubicaba en lo que actualmente es la colonia Doctores.

### Operación
Al poco tiempo este transporte ganó más pasajeros, ya que era más silencioso que los tranvías y tenía varias ventajas con respecto a estos: un rango mayor de movilidad en comparación con los tranvías, dado que, aunque dependían de la línea elevada, el trolebús tiene más independencia al correr sobre neumáticos. Por estas y otras ventajas, el trolebús terminó ganándole la guerra al tranvía y este último pasó al olvido. A esto se sumó la construcción y expansión del Metro desde 1969, los problemas del congestionamiento vehicular y la creación de los Ejes Viales en 1979. Con esto se retiraron del servicio los últimos tranvías y quedó únicamente la línea que corría de Tasqueña a Xochimilco y Tlalpan, que posteriormente se convertiría en la única línea de tren ligero en la ciudad.
Durante los años 1950 y 1960 se adquirieron, además de los primeros trolebuses de fabricación neoyorquina (Westram) e italiana (Alfa Romeo con los modelos Tubocar y Casaro), unidades de segunda mano de ciudades estadounidenses y canadienses como Birmingham, Denver, Cleveland, Dallas, Milwaukee, Los Ángeles, Johnstown, entre otras ciudades; los carros adquiridos fueron Marmon Herrington, J. G. Brill and Company y de la St. Louis Car. & Co. (todos ellos dentro de las series 3000). Estos trolebuses sirvieron para la expansión de la red por toda la ciudad, aunque desde 1968 comenzó un declive debido a la introducción del Metro y al estado de abandono en que se encontraba el STE. Para en 1970 la situación era tan crítica que se inició un programa de rehabilitación de 250 tranvías y 550 trolebuses en mal estado de operación.
Durante los años 1970 se continuaron los esfuerzos por fortalecer el servicio y se convirtieron en un sistema alimentador de la red del Metro; en 1979, con la creación de los Ejes Viales, aunque la red tranviaria desapareció del centro de la ciudad, los trolebuses se convirtieron en el transporte principal que correría sobre estas nuevas vialidades.

### Consolidación
Los años ochenta fueron muy importantes para los trolebuses de la ciudad, ya que comenzaron a fabricarse en México por la compañía Mexicana de Autobuses, S.A. (MASA) (series 4000, 4100, 4200, 4300, 4400, 4700 y los 6000), varios de los cuales todavía siguen en operación. A la par de esto, se llevó a cabo la reconstrucción de la gran mayor parte de los viejos trolebuses por la firma mexicana Moyada (Motores y Adaptaciones Automotrices) (Serie 5000, por el cambio de dígito del 3 al 5). Para el año de 1986, ya se contaba con un parque vehicular de 1,045 trolebuses.
En el año 1990 se volvieron a adquirir nuevas unidades (MASA-Kiepe, serie 7000) y se llevó a cabo la rehabilitación del parque vehicular anterior. Estas unidades fueron colocadas en las rutas más importantes de la red y para finales de los 90 se pusieron en operación los trolebuses MASA-Mitsubishi (serie 9700 y 9800), los cuales son los más nuevos del sistema.
En 2013, la red contaba con alrededor de 340 trolebuses que prestan servicio en sus 12 líneas y que operan en un intervalo promedio de 6 minutos.

### Renovación

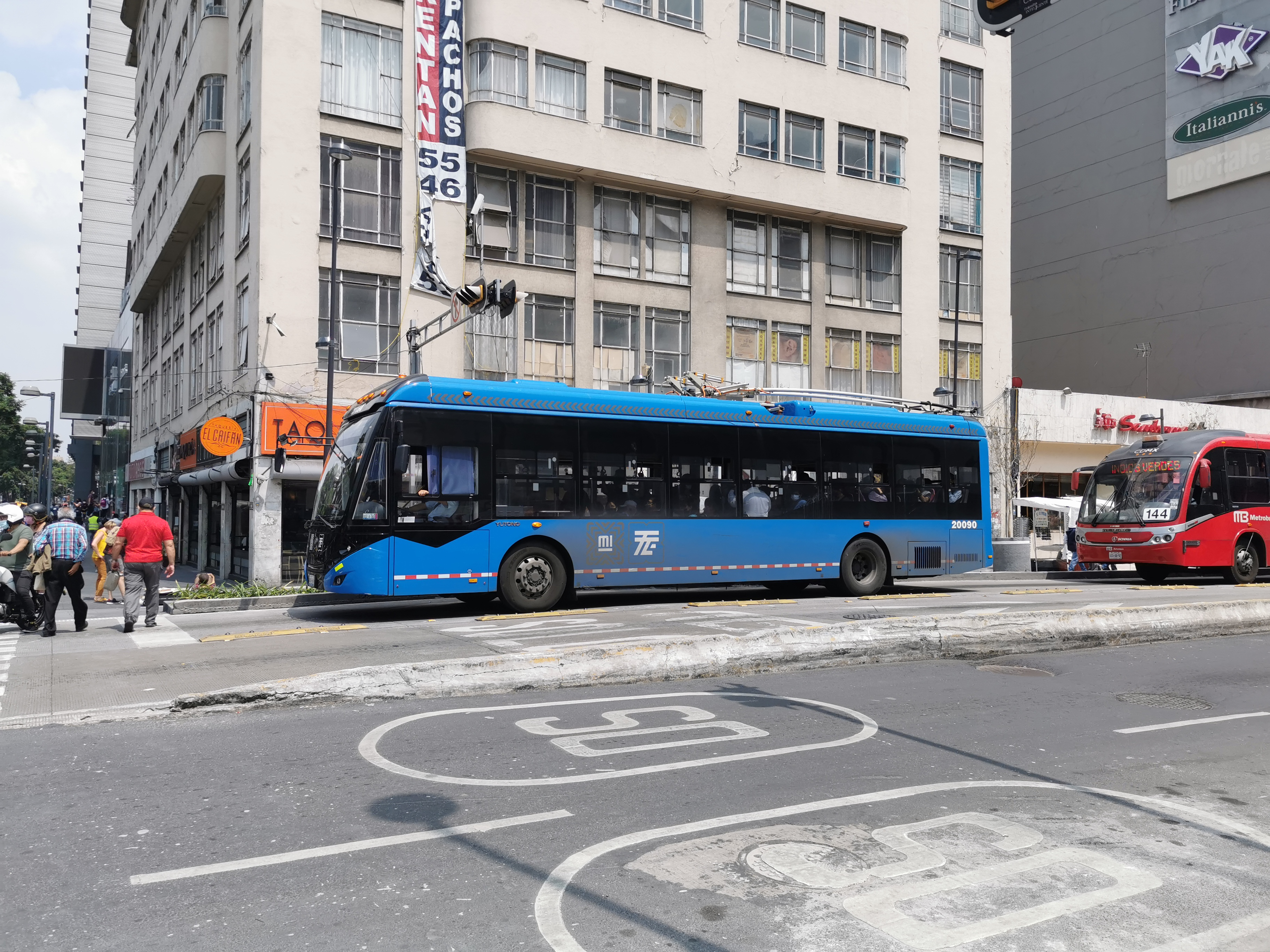
Nuevos trolebuses entregados en 2019.

A partir de 2018, la tarifa es de $ 4,00 pesos mexicano, hasta 2019, las líneas se identificaban con las siguientes letras: A, CP, D, G, I, K, LL y S, tras eso, se empezaron a usar número para identificar las rutas.
En 19 de noviembre de 2019, la jefa de gobierno, Claudia Sheinbaum Pardo, anunció en conferencia de prensa la integración de 23 nuevos trolebuses procedentes de China, lo que marcó el primer paso de la electromovilidad en la Ciudad de México  Los trolebuses que se importaron son más eficientes, esto porque el trolebús lleva su propia batería, con la cual tendrá una autonomía de 100 kilómetros aunque las catenarias no estén conectadas.
El 29 de octubre de 2022 se inauguró la línea 10, que va desde Constitución de 1917 hasta Acahualtepec, siendo que desde Acahualtepec a Santa Marta forma parte de la segunda etapa, la cual se encuentra en construcción.

## Líneas
|  |

| Línea | Longitud en km | Tramo                                            |
| ----- | -------------- | ------------------------------------------------ |
|       | 36.6           | Central del Norte ↔ Central del Sur              |
|       | 18.0           | Chapultepec ↔ Pantitlán                          |
|       | 12.3           | San Andrés Tetepilco ↔ Mixcoac                   |
|       | 44.9           | Boulevard Puerto Aéreo ↔ El Rosario              |
|       | 26.14          | San Felipe de Jesús ↔ La Diana                   |
|       | 30.2           | El Rosario ↔ Chapultepec                         |
|       | 24.5           | Ciudad Universitaria ↔ CETRAM Periférico Oriente |
|       | 11.0           | Circuito Politécnico                             |
|       | 10.0           | Villa de Cortés ↔ Tepalcates                     |
|       | 8.0            | Constitución de 1917 ↔ Santa Marta               |
|       | 18.5           | Santa Marta ↔ Chalco                             |
|       | 14.6           | Perisur ↔ Tasqueña                               |
|       | 29.6           | Constitución de 1917 ↔ Mixcoac                   |

### Línea 1

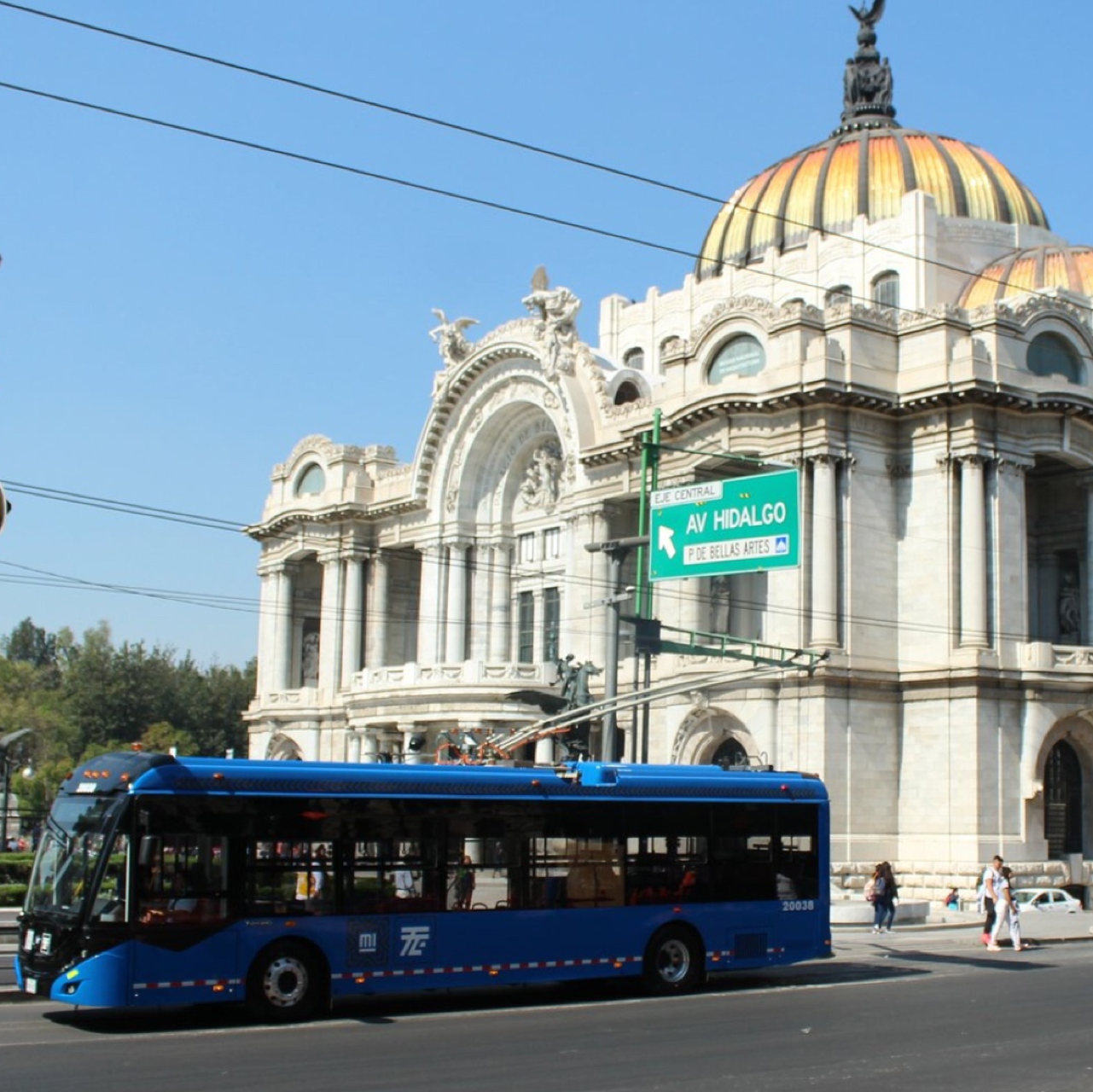
Trolebús en Bellas Artes.

La Línea 1 del Trolebús de la Ciudad de México, anteriormente llamada Línea A, es una línea de autobuses, recorre la ciudad de norte a sur y viceversa sobre el Eje Central Lázaro Cárdenas, las avenidas División del Norte y el Eje 9 Sur (Av. Miguel Ángel de Quevedo / Calz. Taxqueña.
Tiene por origen la Central del Norte y la Central del Sur, con un total de 33 paradas, y presta servicio a las delegaciones Benito Juárez, Coyoacán, Cuauhtémoc y Gustavo A. Madero, en una ruta de 36.6 km. En contraflujo, la línea recorre: desde la avenida Ferrocarril Industrial hasta el Circuito Interior Río Churubusco en carril confinado y en sentido opuesto.
Este corredor cuenta con iconografía, al igual que lo tienen los otros sistemas de transporte capitalino.
El horario es de Lunes a Domingo de 05:00 a 00:00 hr. con un costo de $4.00 pesos.
Como parte de las obras del Corredor Cero Emisiones, se prohibió el acceso al Eje Central a los camiones de carga, como se hizo en el Centro Histórico de la ciudad. Las obras para la rehabilitación del Eje Central iniciaron el 30 de marzo del 2009 y se inauguró el 1 de agosto del 2009.
Originalmente el corredor tendría una ciclopista, y sería el primer corredor que usa bicicletas como medio de transporte. Los dos carriles confinados se encontrarían en el centro y tendrían concreto hidráulico. Sin embargo, debido a la crisis económica, estos detalles tuvieron que retirarse y optar por un proyecto más económico.
Como adicional, con la llegada de las nuevas unidades Yutong, con autonomía de hasta 80 km. sin catenaria es posible sortear paros de servicio que suelen ocurrir en esta línea debido a manifestaciones y trifulcas que se dan en el perímetro, esto para no dejar sin servicio al corredor,.

### Línea 2
La Línea 2 del Trolebús de la Ciudad de México, anteriormente llamada Línea S, es una línea de autobuses, recorre la ciudad de oriente a poniente y viceversa sobre el Viaducto Río de la Piedad, los Ejes 2 y 2A Sur, Av. Morelos, Eje 2 Oriente (Av. H. Congreso de la Unión), Eje 3 Sur (Av. Añil), Circuito Interior (Av. Río Churubusco) y el Eje 4 Oriente (Av. Canal del Río Churubusco).
Tiene por origen en Chapultepec y Pantitlán, y presta servicio a las delegaciones Cuauhtémoc, Iztacalco y Venustiano Carranza, en una ruta de 18.0 km.
Este corredor cuenta con iconografía, al igual que lo tienen los otros sistemas de transporte capitalino.
El horario es de lunes a Domingo de 05:00 a 00:00 h. con un costo de $4.00 pesos.
El 21 de diciembre de 2010, la ruta se transformó en el segundo Corredor Cero Emisiones "Eje 2 – 2A Sur", pero su recorrido se redujo al de la línea original, y sólo llegaba a la estación del Velódromo y no a Tepalcates, ya que desde UPIICSA hasta Tepalcates pasaba por el Eje 4 Sur, que actualmente es usado por la Línea 2 del Metrobús que, al igual que esta línea del trolebús, tenía como terminal la estación del Metro Tepalcates.
El 9 de enero de 2021, debido al Incendio en el Puesto Central de Control I del Metro de la Ciudad de México y el posterior cierre de las Líneas 1, 2, 3, 4, 5 y 6 del metro. Esta línea se amplió hasta Pantitlán de la Línea 1 del Metro, contando con 13 estaciones nuevas.

### Línea 3
La Línea 3 del Trolebús de la Ciudad de México, anteriormente llamada Línea D, es una línea de autobuses, recorre la ciudad de oriente a poniente en los ejes 7 y 7A sur de la ciudad, sobre las avenidas Sur 73, Eje 7 Sur, Eje 7 Sur y Eje 7 Sur, y Eje 7A Sur.
Tiene por origen en San Andrés Tetepilco y Mixcoac, y presta servicio en las delegaciones Benito Juárez e Iztapalapa, en una ruta de 12.3 km. En contraflujo, la línea recorre: desde avenida Revolución hasta avenida Universidad. La Línea fue inaugurado el día 1 de noviembre del 2012..
El horario es de lunes a domingo de 05:01 a 00:00 horas con un costo de $4.00 pesos.

### Línea 4
La Línea 4 anteriormente conocida como Línea G del trolebús de la Ciudad de México recorre la ciudad de oriente a poniente, sobre las calles Norte 172, Oriente 172, Norte 13, la calzada Ignacio Zaragoza, el Boulevard Puerto Aéreo, la Avenida Río Consulado, la avenida 503, la calle 503, la avenida 506 (Eje 3 Norte), la Ángel Albino Corzo (Eje 3 Norte), Noé (Eje 3 Norte), la avenida Alfredo Robles Domínguez (Eje 3 Norte), la avenida Cuitláhuac (Eje 3 Norte), la Avenida Camarones (Eje 3 Norte), 16 de Septiembre (Eje 3 Norte), Manuel Acuña (Eje 3 Norte), la Avenida Aquiles Serdán, 22 de Febrero, Castilla Oriente, Avenida de Las Culturas (Eje 5 Norte), Cultura Norte, Campo Bello y avenida El Rosario. Tiene por origen el Metro Boulevard Puerto Aéreo y como destino el Metro El Rosario, y presta servicio en las delegaciones Azcapotzalco Gustavo A. Madero y Venustiano Carranza, en una ruta de 44.9 km. El color distintivo de esta línea es el amarillo.

### Línea 5
La Línea 5 anteriormente conocida como Línea LL del trolebús de la Ciudad de México recorre la ciudad de norte a sur, sobre Avenida Valle Alto, Orizaba, Villa de Ayala, Avenida Estado de Zacatecas, Avenida Constitución de la República, Calle Estado de Baja California Sur, Avenida José Loreto Fabela, Camino a San Juan de Aragón, calzada San Juan de Aragón, Calle 5 de Febrero, Calle cantera, Calle Moctezuma, calzada Misterios, calzada de Guadalupe, Paseo de la Reforma, Valerio Trujano y la Avenida Hidalgo. Tiene por origen la colonia Valle de Aragón y como destino la estación del Metro Hidalgo, y presta servicio en las delegaciones Cuauhtémoc y Gustavo A. Madero y al municipio de Nezahualcóyotl del estado de México, en una ruta de 26.14 km. El color distintivo de esta línea es el cian.
Esta ruta en conjunto con la línea 7 del Metrobús, brindan una oferta de transporte ajustable a todos los presupuestos y distancias que desea recorrer el habitante de la zona de San Felipe de Jesús y parte de Aragón, así como algunas otras colonias: La Villa, Industrial y Guadalupe Tepeyac, y brinda una alternativa para llegar al centro de la ciudad.
El 19 de diciembre del 2022, la Jefa de Gobierno de la Ciudad de México, Claudia Sheinbaum, en conjunto con el Secretario de Movilidad, Mtro. Andrés Lajous Loaeza anunció la incorporación a esta línea de una nueva ruta, la cual tiene su origen en las estaciones De los Misterios de las líneas 6 y 7 del Metrobús (Ciudad de México) y Hamburgo (estación de Metrobús) de las líneas 1 y 7 del Metrobús (Ciudad de México)

### Línea 6
La Línea 6 del Trolebús de la Ciudad de México, anteriormente llamada Línea I, es una línea de autobuses, recorre de norte a sur y viceversa sobre la Calle Cultura Norte, la Avenida de Las Culturas, la Calle Renacimiento, la Avenida Aquiles Serdan, la Avenida 16 de Septiembre, la Calzada de Camarones, la Avenida Cuitláhuac, la Avenida Mariano Escobedo, el Circuito Bicentenario, la Avenida Chapultepec, la Calle Lieja, la Calle Leibnitz, la Calle Víctor Hugo, la Avenida 22 de Febrero, la Calle Castilla Oriente, la Calle Campo Bello, la Calle San Carlos y la Avenida El Rosario.
El horario es de lunes a viernes de 05:05 horas a 00:07 horas, sábado de 05:00 horas a 00:06 horas y domingo de 5:09 horas a 23:43 horas, esto con un costo de $4.00 pesos. La ruta tiene una longitud de 28.5 km. El color distintivo de esta línea es el morado.
Esta línea fue parte del programa de disminución de la red de trolebuses de la Ciudad de México en el año 2009, según el cual desaparecieron las líneas F (Eje 3 Oriente Norte), R1 (Metro Moctezuma – CTM Culhuacán), R2 (Metro Moctezuma – Villa Coapa) y O (Central de Abastos – San Antonio) pero, debido a la protesta de los usuarios, la línea fue devuelta a las operaciones ese mismo año.
De la misma forma esta ruta también sirve como línea auxiliar alternativa para los ciudadano que busque una alternativa a la línea 7 en cuanto a poder llegar a algún punto de la zona que no es cubierta directamente por esta línea del metro mencionada.

### Línea 7
La Línea 7 del Trolebús de la Ciudad de México, anteriormente llamada Línea K1, es una línea de autobuses, recorre de poniente a oriente y viceversa sobre avenida Tláhuac, Calzada Taxqueña, Avenida Miguel Ángel de Quevedo, Avenida Universidad, Avenida Copilco y Avenida de los Insurgentes Sur, desde el la estación Lomas Estrella hasta Ciudad Universitaria.
El horario es de Lunes a domingo de 05:00 a 23:30 horas con un costo de $4.00 pesos. La Línea también fue una de las rutas de Servicio emergente tras el Accidente del Metro de la Ciudad de México de 2021 de la Línea 12 del Metro de la Ciudad de México.
Desde el 31 de enero de 2024, la línea 7 tiene como su nueva terminal oriente el CETRAM Periférico Oriente.

### Línea 8
La Línea 8 del Trolebús de la Ciudad de México, anteriormente llamada Línea CP, es una línea de autobuses, norte a sur la unidad profesional Zacatenco del Instituto Politécnico Nacional sobre las avenidas Othón de Mendizábal Ote., Juan de Dios Bátiz, Manuel de Anda y Barredo, Wilfrido Massieu, Luis Enrique Erro y Eje Central Lázaro Cárdenas, desde y hasta la estación Terminal Zacatenco
El horario es de lunes a domingo de 06:09 a 22:24 horas con un costo de $4.00 pesos.

### Línea 9
La Línea 9 del Trolebús de la Ciudad de México, anteriormente llamada Línea M, es una línea de autobuses, recorre de poniente a oriente y viceversa  sobre Avenida Canal de Apatlaco, Avenida Playa Roqueta, Avenida Canal de Tezontle, Avenida Plutarco Elías Calles, desde la estación Villa de Cortés hasta Tepalcates.
La Línea 9 tiene 10 trolebuses que dan el servicio. La Línea como tal se destaca al tener dos circuitos: uno que transita sobre Avenida Canal de Apatlaco de lunes a viernes; y el otro que se desvía por Eje 5 Sur Santa María La Purísima y Avenida Juan N. Álvarez debido al tianguis de Apatlaco que se ubica sobre la avenida homónima, el cual solo funciona sábado y domingo.
El horario es de lunes a domingo de 05:00 a 00:00 horas, con un costo de MXN $ 4.00. 
La Línea fue reactivada después de estar sin operación desde el 2 de octubre de 2012, porque las ocho unidades que prestaban servicio ahí fueron sometidas a mantenimiento mayor. Se publicó su restablecimiento oficial el 8 de septiembre de 2020, en la Gaceta Oficial de la Ciudad de México, y el 30 de enero de 2021 se reactivó oficialmente el servicio.
El 6 de noviembre de 2023, inició operaciones la amplición de Apatlaco hacia Tepalcates.

### Línea 10

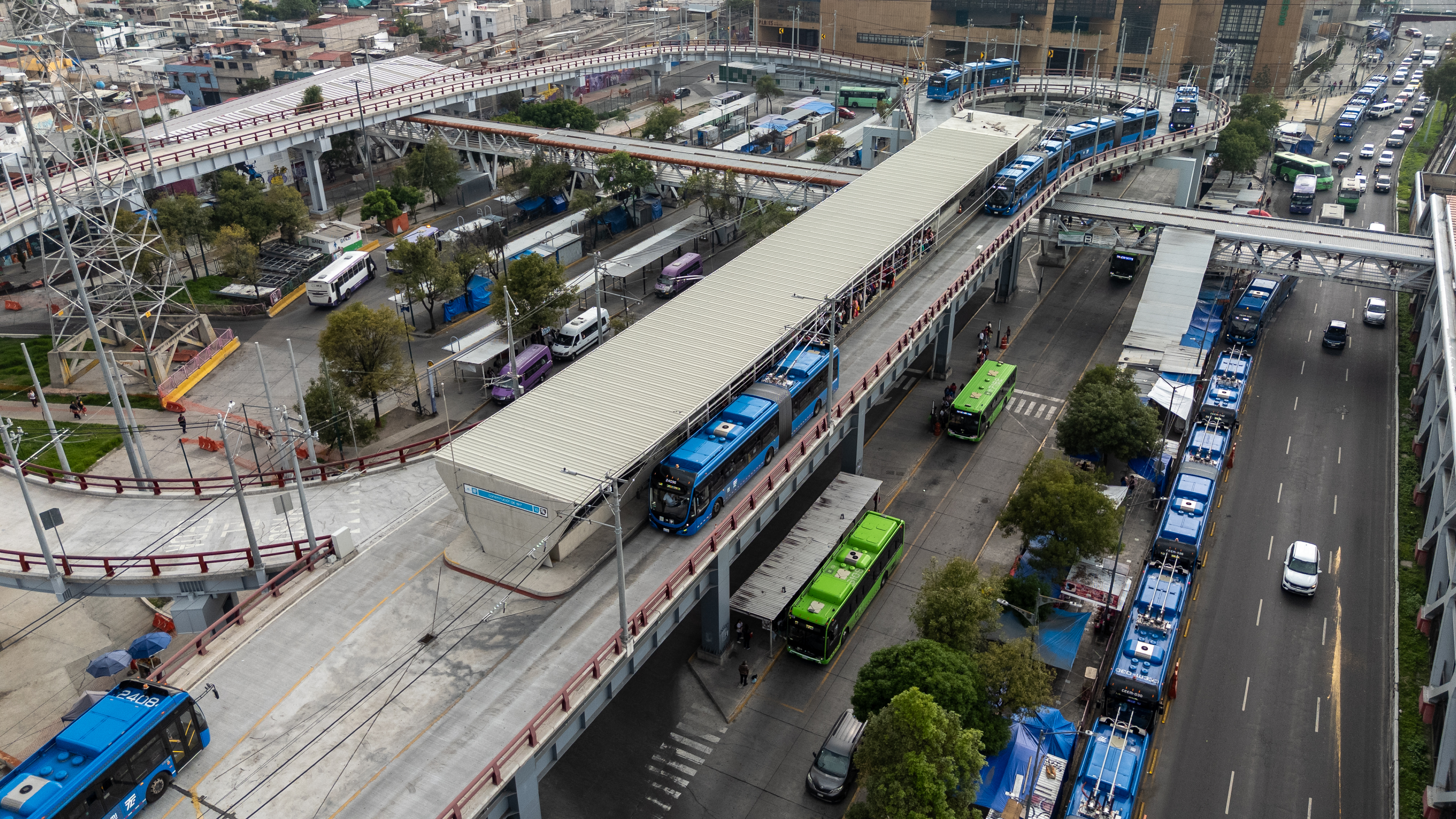
Trolebuses esperando salida en la terminal Constitución de 1917.

La Línea 10 del Trolebús de la Ciudad de México, también llamada Trolebús Elevado, es una línea de autobuses de tránsito rápido, recorre de poniente a oriente y viceversa sobre el Eje 8 Sur Calzada Ermita-Iztapalapa desde el CETRAM Constitución de 1917 hasta la estación terminal provisional Acahualtepec. Próximamente se llevará a cabo la ampliación a Santa Marta, tal y como lo señala el Plan Maestro.
El servicio es dado por 26 trolebuses articulados Yutong de 18 metros comprados en China. La inversión total anunciada fue de 4 mil millones de pesos.
El horario es de lunes a domingo de 05:00 a 00:00 horas con un costo de $7.00 pesos.
En mayo de 2020, inició la construcción de la primera etapa del viaducto trolebús elevado en la Calzada Ermita Iztapalapa desde la estación del Metro Constitución de 1917 hasta el Acahualtepec de la Universidad Autónoma de la Ciudad de México.
Las obras sufrieron retrasos durante la construcción, pero se hizo para que la línea fuese segura que este transporte colectivo fuera innovador y no emitirá ningún tipo de emisiones contaminantes, al tratarse del sistema eléctrico que caracteriza los trolebuses.
El 29 de octubre de 2022, inició operaciones de Constitución de 1917 a Acahualtepec.
El 18 de mayo de 2025, se inauguró otra estación más ampliando hasta Santa Marta conectando con la línea 11 del trolebús inicio operaciones con nuevas rutas Constitución de 1917 - Santa Marta (Tarifa $7 MXN) y Constitución de 1917 - Chalco (Tarifa $20 MXN).

### Línea 11
La Línea 11 del Trolebús de la Ciudad de México, es una línea de autobuses de tránsito rápido, recorre de norte a sur y viceversa sobre la Autopista México-Puebla: La Concordia-Eje 10 desde Santa Marta hasta Chalco Terminal.
El 23 de octubre de 2021, se firmó el convenio entre la Ciudad de México y el Estado de México para realizar el proyecto "Corredor con autobuses de alta capacidad tipo Trolebús Chalco – Santa  Martha" , este corredor iría de Chalco de Díaz Covarrubias hasta Santa Marta en la alcaldía Iztapalapa, con una longitud de 18.5 kilómetros de los cuales 7.2 kilómetros serán de forma elevada. De manera oficial comenzaron las obras de construcción entre abril y mayo de 2022.
Este proyecto contempla un total de 15 estaciones, teniendo conexión en Santa Marta con la Línea A del Metro de la Ciudad de México, la Línea 2 del Cablebús y la Línea 10 del Trolebús. línea la cual será ampliada hasta Mixcoac. Se espera que la obra termine en 2024.
El 18 de mayo de 2025, inicio operaciones la línea Chalco – Santa Marta con 108 trolebuses articulados con un costo de $13 MXN es importante tener el saldo de $20 MXN en la tarjeta de movilidad integrada (MI) de manera personal, debido a que lo necesitarás al ingresar y salir de la estación para la devolución de los $7 MXN, excepto la ruta de Chalco – Constitución de 1917 se queda con la tarifa de $20 MXN.

### Línea 12
La Línea 12 del Trolebús de la Ciudad de México también llamado Trolebús Concesionado Avenida Aztecas, es una línea de autobuses, la cual recorre de norte a sur y viceversa sobre la avenida del Imán y el Eje Central avenida Aztecas, desde la estación Tasqueña hasta Perisur.
El 7 de diciembre de 2023, el entonces jefe de gobierno de Ciudad de México, Martí Batres, presentó el plan para la construcción de la línea 12 del trolebús, la cual tiene la ruta de Tasqueña a Perisur, ruta que circula por Av. del Imán y el Eje Central Av. Aztecas.
Fue inaugurado el 4 de junio de 2024.

### Línea 13
La Línea 13 del Trolebús de la Ciudad de México también llamado Trolebús Concesionado Corredor Electrico Ermita Mixcoac (CEEM), es una línea de trolebuses que recorre de poniente al oriente y viceversa sobre el Eje 8 Sur y Circuito Interior Av. Río Mixcoac,  como también Av. Patriotismo y Av. Revolución desde la estación Mixcoac hasta Constitución de 1917; haciendo conexión con las líneas 1, 3 y 10 del Trolebús de la Ciudad de México.
El 7 de junio de 2025, inició operaciones la línea 13 con un horario de servicio de las 5:00 a 0:00 horas y con una tarifa de $7.00 pesos por viaje.

## Tarifas y sistemas de pago
El costo de un viaje en las líneas llamadas "Corredor Cero Emisiones" es de $4 MXN, en la línea 10 "Trolebús Elevado", la línea 12 del "Trolebús Concesionado de Avenida Aztecas" y el servicio de "Nochebús" es de $7 MXN, la línea 11 del "Trolebús Elevado" de Santa Marta-Chalco es de $13 MXN (Constitución de 1917-Chalco el costo es de $20 MXN) y en las demás líneas de trolebús es de $4 MXN, además de que el acceso es gratuito para menores de 5 años, personas con discapacidad (acreditando con identificación) o adultas mayores (presentando INAPAM).
Todas las líneas del trolebús, la forma de pago es por medio de la tarjeta recargable "Movilidad Integrada". No obstante, con la introducción de los trolebuses Yutong, algunas líneas de la red de trolebuses están comenzando a tener un esquema de pago Dual, tanto con alcancías como con validadores, en pro de que el público tenga cómo movilizarse si no cuenta con la tarjeta recargable (similar a los inicios del Transantiago en Chile). Todo ello, como parte de una transición a un esquema de cobro total con la tarjeta "Movilidad Integrada" y así también permitir que el público usuario pueda ingresar más ágilmente a la unidad.
Con la inauguración de la linea 11, el esquema de cobro metropolitano se implementa de la siguiente manera, la tarjeta de movilidad integrada que se ocupe para ingresar a la linea desde Chalco, debera tener 20 pesos de saldo minimo para poder ingresar al sistema, de ahí si se desciende en alguna parada dentro del Estado de México, o incluso en Santa Martha, la tarjeta solo cobrara los 13 pesos dejando los 7 pesos restantes de vuelta en la tarjeta, no obstante si se decide descender en alguna parada de Santa Martha a Constitución de 1917, procedente del Estado de México, ahí si se podra hacer el cobro de los 20 pesos cerrados por ser un trayecto metropolitano de largo alcance, si el trayecto es a la inversa, es decir, de Santa Martha a Chalco se cobraran solo 13 pesos y se devolveran 7 al descender, e igual si se aborda desde Constitución de 1917 hasta Chalco, se cobraran los 20 pesos. Todo ello, por que en las paradas de este mismo sistema estaran equipadas con validador doble, es decir, de entrada y salida similar al Ferrocarril Suburbano de la Zona Metropolitana del Valle de México, asimismo, el traslado solo sera válido por 1 tarjeta/persona/viaje, así que debe tenerse en cuenta que si se viaja en familia debe tener cada miembro su tarjeta de Movilidad Integrada con los 20 pesos mínimos para que estos den acceso al servicio y de ahí, dependiendo de donde baje el usuario pueda determinarse el cobro correspondiente.

## Parque vehicular

### Flyer
2 autobuses
Modelos:

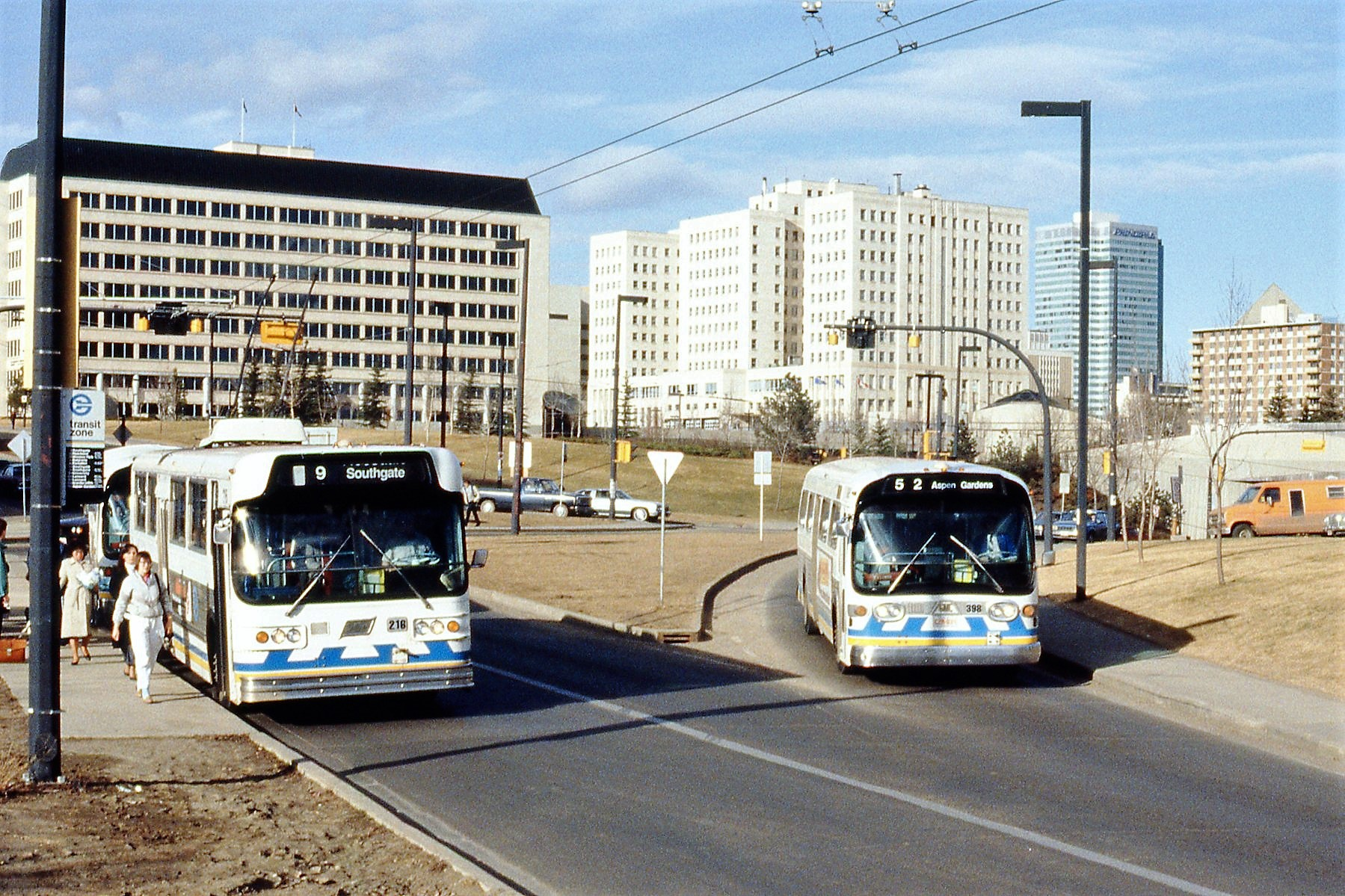
Trolebús Flyer E800 (a la izquierda), en Edmonton en 1985.

- Flyer E800 (ex-Edmonton), 1974–1976

### MASA-Toshiba

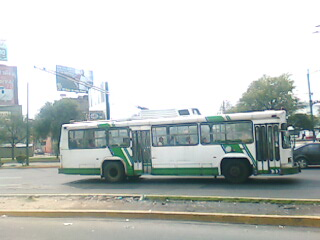
Trolebús MASA-Toshiba, de los ochenta, en 2008.

59 autobuses
Modelos:
- MASA-Toshiba 1981
- MASA-Toshiba 1984

### MASA-Mitsubishi Fuso
116 autobuses
Modelos:
- MASA-Mitsubishi Fuso 1984 (fuera de operación)
- MASA-Mitsubishi Fuso 1997 (fuera de operación)
- MASA-Mitsubishi Fuso 1999 (fuera de operación)

### Yutong
143 autobuses
Modelos:
- Yutong ZK5120C - 2020
- Yutong ZK5180C
- Yutong LK6126E

## Propuestas de expansión del sistema

### 2020-2040
El 2 de octubre del 2020 se presentó el Plan General de Desarrollo de la Ciudad de México, en su versión 2020 con horizonte al 2040. En dicho plan se hace la propuesta de crecimiento para el transporte de la Ciudad de México y Área Metropolitana, incluida la red del servicio de Trolebuses, presentando la ampliación o construcción de 13 líneas las cuales son:
- (Ampliación Línea 9, Iztacalco-Villa de Cortés)
- (Construcción Línea 10, Mixcoac-Santa Marta)
- (Construcción Línea 11, Nueva Industrial Vallejo-Reclusorio Norte)
- (Construcción Línea 12, Valentín Campa-San Miguel Teotongo)
- (Construcción Línea 13, El Rosario-Atizapán de Zaragoza)
- (Construcción Línea 14, Atlalilco-AICM T2)
- (Construcción Línea 15, Fernando Iglesias-AICM T1)
- (Construcción Línea 16, Tasqueña-CTM Villa Culhuacán)
- (Construcción Línea 17, Tasqueña-Cuicuilco)
- (Construcción Línea 18, Universidad-Deportivo Xochimilco)
- (Construcción Línea 19, Tasqueña-Tulyehualco)
- (Construcción Línea 20, Milpa Alta-Tláhuac)